# Golejów (Rytwiany)
Golejów – przysiółek wsi Rytwiany w Polsce, położony w województwie świętokrzyskim, w powiecie staszowskim, w gminie Rytwiany.
W latach 1975–1998 przysiółek należał do województwa tarnobrzeskiego.